# فرماندار کل فیلیپین
فرماندار کل فیلیپین انگلیسی: Governor-General of the Philippines؛ عنوان قوه مجریه در طول دوران استعمار فیلیپین بود که به طور عمده توسط اسپانیا در طی سال‌های (۱۵۶۵–۱۸۹۸) و ایالات متحده (۱۸۹۸–۱۹۴۶)، و در کوتاه مدت توسط بریتانیا (۱۷۶۲–۱۷۶۴) و ژاپن (۱۹۴۲–۱۹۴۵) اداره می‌شد.